# Qantassaurus
Qantassaurus intrepidus
Genre
Espèce
Qantassaurus est un genre éteint de petits dinosaures ornithopodes ayant vécu en Australie au Crétacé inférieur.
Une seule espèce est rattachée au genre : Qantassaurus intrepidus.

## Découverte et datation

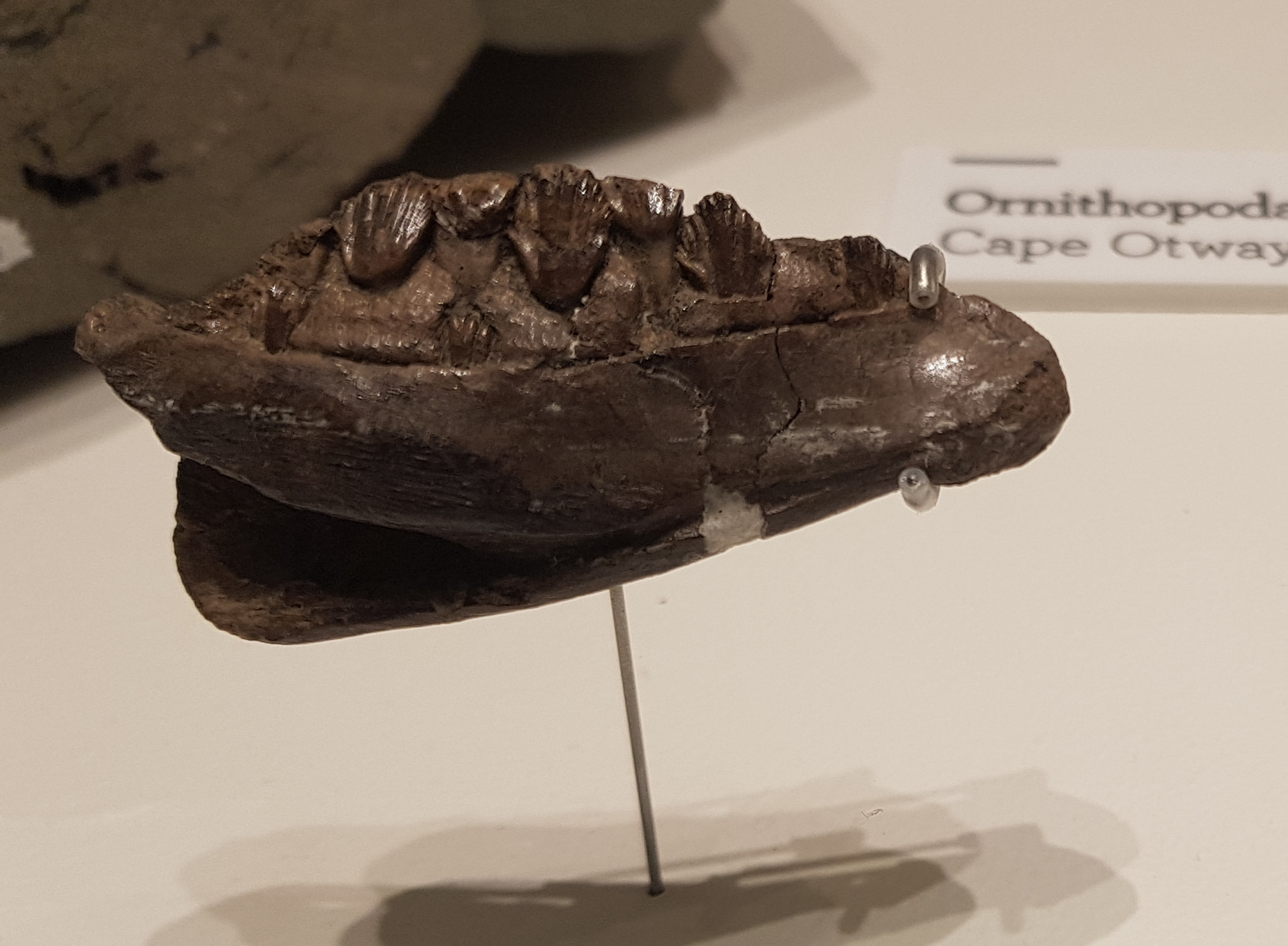
NMV P199075, la mandibule holotype de Qantassaurus intrepidus, au Musée de Melbourne.

Qantassaurus intrepidus a été découvert dans le parc marin et côtier de Bunurong dans le Gippsland sud, partie méridionale de la région de Gippsland de l'État de Victoria en Australie. 
Il a été extrait des grès et calcaires fluviatiles de la formation géologique de Wonthaggi datée de l'Aptien inférieur, soit environ de 125 à 122 millions d'années.

## Étymologie
Son nom de genre signifie « reptile de Qantas », il a été nommé en référence à la compagnie aérienne australienne Qantas Airways qui a aidé à la découverte.

## Description
Il mesurait environ 2 m de long et ses restes sont conservés au Musée de Melbourne, en Australie. Ce petit herbivore possédait une tête courte et allongée, ses pattes antérieures étaient pourvues de 5 doigts tandis que les postérieures n'en possédaient que 4. Il se caractérisait aussi par une queue aussi longue que son corps et sa tête réunis. Il était grand comme un petit kangourou gris et on suppose qu'il était plutôt adapté à la course. C'était un ornithopode de la famille des hypsilophodontes apparus au Jurassique et diversifiés au Crétacé sur le continent Australie-Antarctique (ces deux morceaux de terre ne faisaient autrefois qu'un bloc).
Il partageait son environnement avec Leaellynasaura, Altascopcosaurus et Fulgurotherium avec lesquels il avait de proches liens de parenté.